# 瘦毛法螺
瘦毛法螺（学名：Cymatium tenuiliratum）为法螺科梭法螺屬下的一个种。